# Giovanni Fiorenza
Giovanni Fiorenza (Padova, 22 marzo 1945) è un pilota motonautico italiano.

## Carriera
Dal 1965 al 1981 è stato per sei volte campione italiano di fuoribordo. Nel 1980 si è aggiudicato la Coppa del Mondo, mentre l'anno prima si è laureato campione d'Europa.